# Sancy (Seine-et-Marne)
Sancy település Franciaországban, Seine-et-Marne megyében. Lakosainak száma 390 fő (2022. január 1.). Sancy Vaucourtois, Coulommes, Crécy-la-Chapelle, La Haute-Maison és Maisoncelles-en-Brie községekkel határos.

## Népesség
A település népessége az elmúlt években az alábbi módon változott:
| Lakosok száma | 379  | 378  | 383  | 383  | 386  | 389  | 390  | 389  | 390  |
|               | 2013 | 2015 | 2016 | 2017 | 2018 | 2019 | 2020 | 2021 | 2022 |